# Свобода (Пологівський район)
Свобо́да — село в Україні, у Преображенській сільській громаді Пологівського району Запорізької області. Населення —  76 осіб.

## Географія
Село Свобода розташоване в балці Малий Яр, якою тече пересихаючий струмок із загатами, вище за течією на відстані 1 км розташоване село Широке. Неподалік села пролягає автошлях територіального значення  Т 0408.

## Історія
6 серпня 2015 року, в ході адміністративно-територіальної реформи 2015 року, село увійшло до складу Преображенської сільської громади Оріхівського району. 27 серпня 2015 року Преображенська сільська громада затверджена рішенням Запорізької обласної ради.
17 липня 2020 року, в результаті адміністративно-територіальної реформи та ліквідації Оріхівського району, село увійшло до складу новоствореного Пологівського району.

## Населення

### Мова
Розподіл населення за рідною мовою за даними перепису 2001 року:
| Мова       | Кількість | Відсоток |
| ---------- | --------- | -------- |
| українська | 75        | 98.68%   |
| російська  | 1         | 1.32%    |
| Усього     | 76        | 100%     |